# Mărtiniș
Mărtiniș (węg. Homoródszentmárton) – wieś w Rumunii, w okręgu Harghita, w gminie Mărtiniș. W 2011 roku liczyła 570 mieszkańców.